# Kristian Henrik av Brandenburg-Kulmbach
Kristian Henrik av Brandenburg-Kulmbach, född 29 juli 1661 i Bayreuth, död 5 april 1708 i Weferlingen, var titulär markgreve av Brandenburg-Kulmbach som sonson till markgreve Kristian av Brandenburg-Bayreuth. Han blev far till två regerande markgrevar av Brandenburg-Bayreuth samt den danska drottningen Sofia Magdalena av Brandenburg-Kulmbach; själv regerade han aldrig furstendömet Brandenburg-Bayreuth. Genom sin far Georg Albrekt av Brandenburg-Kulmbach tillhörde han Kulmbach-grenen av den yngre Kulmbach-Bayreuthgrenen av huset Hohenzollern.

## Biografi
Kristian Henrik var andre son till Georg Albrekt av Brandenburg-Kulmbach (1619–1666) i äktenskapet med hans första hustru Maria Elisabet av Schleswig-Holstein-Sonderburg-Glücksburg. Han gifte sig 1687 med Sophia Christiane von Wolfstein (1667–1737), vilket dock vid det markgrevliga hovet i Bayreuth sågs som ett icke ståndsmässigt giftermål. Från 1694 levde han på inbjudan av det Brandenburg-Ansbachska hovet med familjen på borgen i Schönberg nära Lauf an der Pegnitz, en Brandenburg-Ansbachsk exklav. Hans apanage var blygsamt och han levde starkt skuldsatt. 1703 slöt han fördraget i Schönberg där han avstod från sin rätt till arvsföljden i furstendömena Brandenburg-Bayreuth och Brandenburg-Ansbach till förmån för Preussens kungar. Som kompensation försåg kung Fredrik I av Preussen honom med medel att försörja sin familj ståndsmässigt och han erhöll som nytt residens slottet i Weferlingen nära Magdeburg. Han levde med familjen sina sista år från 1704 till 1708 i Weferlingen.
Efter hans död verkade hans äldste son Georg Fredrik Karl för att åter upphäva arvsfördraget, vilket slutligen lyckades 1722 efter en lång konflikt. Därigenom kunde han 1726 trots allt ärva furstendömet Bayreuth. Efter att Georg Fredrik Karls äldste son Fredrik av Brandenburg-Bayreuth 1763 avlidit utan manliga efterkommande, kom Kristian Henriks yngste son Fredrik Kristian av Brandenburg-Bayreuth också att bli regerande markgreve i Brandenburg-Bayreuth.

## Familj
I äktenskapet med Sofia Christiane von Wolfstein föddes följande barn:
- Georg Fredrik Karl av Brandenburg-Bayreuth (1688–1735), markgreve av Brandenburg-Bayreuth, gift 1709–1716 med Dorotea av Schleswig-Holstein-Sonderburg-Beck (1685–1761)
- Albrekt Wolfgang (1689–1734), stupad i krig
- Dorothea Charlotte (1691–1712), gift 1711 med greve Karl Ludwig av Hohenlohe-Weikersheim (1674–1756)
- Fredrik Emanuel (1692–1693)
- Christiane Henriette (1693–1695)
- Fredrik Vilhelm (född och död 1695)
- Christiane (1698–1698)
- Kristian August (1699–1700)
- Sofia Magdalena av Brandenburg-Kulmbach (1700–1770), drottning av Danmark och Norge, gift 1721 med kung Kristian VI av Danmark (1699–1746)
- Christine Wilhelmine (1702–1704)
- Fredrik Ernst av Brandenburg-Kulmbach (1703–1762), ståthållare i hertigdömena Slesvig och Holstein, gift 1731 med Christine Sophie av Braunschweig-Bevern (1717–1779)
- Marie Eleonore (1704–1705)
- Sophie Karoline (1707–1764), gift 1723 med furst Georg Albrekt av Ostfriesland (1690–1734)
- Fredrik Kristian av Brandenburg-Bayreuth (1708–1769), markgreve av Brandenburg-Bayreuth, gift 1732 med Viktoria Charlotte av Anhalt-Bernburg-Schaumburg-Hoym (1715–1792)